# 張湛 (北魏)
張 湛（ちょう たん、生没年不詳）は、中国の五胡十六国から北魏にかけての人物。字は子然、または仲玄。本貫は敦煌郡淵泉県。

## 経歴
西涼の酒泉郡太守の張顕の子として生まれた。学問を好み、文章を得意として、弱冠にして涼州で名を知られた。北涼の沮渠蒙遜に仕え、黄門侍郎・兵部尚書となった。北魏の太武帝が涼州を平定すると、張湛は五十数歳で平城に入り、南浦男の爵位を受け、寧遠将軍の位を加えられた。司徒の崔浩と面会して、宗欽・段承根とともに河右の俊才とみなされ、礼遇を受けた。張湛は家が貧しく、清廉で汚職をしなかったため、崔浩が衣食を供与した。崔浩は張湛を中書侍郎に推挙したが、張湛は固辞した。毎年、崔浩に対して詩や頌を贈り、崔浩もこれに返句した。崔浩が処刑されると、張湛は連座を恐れて、それらの詩文を全て焼き捨てた。

## 伝記資料
- 『魏書』巻52 列伝第40
- 『北史』巻34 列伝第22